# Zapato de Areni-1
El zapato de Areni-1 es un zapato de cuero de 5500 años de antigüedad que se encontró en 2008 en excelentes condiciones en la cueva Areni-1 situada en la Vayots Dzor provincia de Armenia. Se trata de un zapato de cuero de una sola pieza, la pieza de calzado de piel más antigua del mundo conocida por los investigadores contemporáneos. El descubrimiento fue realizado por un equipo internacional dirigido por Boris Gasparyan, arqueólogo del Instituto de Arqueología y Etnografía de la Academia Nacional de Ciencias de la República de Armenia (los codirectores del proyecto fueron Ron Pinhasi, del Universidad de Cork de Irlanda, y Gregory Areshian, de la UCLA).

## Descubrimiento
Una estudiante de posgrado armenia, Diana Zardaryan, descubrió el zapato de cuero en el transcurso de las excavaciones realizadas por un equipo de arqueólogos del Instituto de Arqueología y Etnografía de Armenia, Irlanda y Estados Unidos. El zapato se encontró boca abajo en la base de una fosa poco profunda, redondeada y enlucida, de 45 cm de profundidad y 44-48 cm de anchura, debajo de un cuenco de cerámica rota y volcada de la Edad del Cobre.También se encontraron cerca una vasija rota y cuernos de cabra. Las excavaciones en la misma zona también hallaron una bodega Areni-1, el lugar de elaboración de vino más antiguo del mundo.
La investigación fue financiada por la National Geographic Society, la Chitjian Foundation, la Gfoeller Foundation, la Steinmetz Family Foundation, la Boochever Foundation y el Cotsen Institute of Archaeology de la UCLA. Los hallazgos del equipo se publicaron el 9 de junio de 2010 en la revista PLOS ONE.

## Datación
El zapato Areni-1 ha sido datado en torno al 3500 a. C. mediante datación por radiocarbono. Su antigüedad es unos dos siglos mayor que la de Ötzi, la momia neolítica hallada en los Alpes. Sin embargo, se han encontrado sandalias de hace 10000 años en Oregón, en Estados Unidos.

## Análisis
El zapato se encontró en un estado casi perfecto debido a las condiciones frescas y secas de la cueva y a una gruesa capa de estiércol de oveja que actuaba como un sólido sello. En la misma cueva se encontraron grandes recipientes de almacenamiento, muchos de los cuales contenían trigo, cebada y albaricoques bien conservados, así como otras plantas comestibles. Conontenía hierba y los arqueólogos no estaban seguros de si se debía a que la hierba se utilizaba como aislante para mantener el pie caliente o para conservar la forma del zapato mientras no se llevaba puesto. El arqueólogo jefe, Ron Pinhasi, no pudo determinar si el zapato pertenecía a un hombre o a una mujer. Aunque era pequeño, aproximadamente la talla 7 de una mujer de Estados Unidos y Canadá, la 37 de Europa o la 6 del Reino Unido, afirmó que «el zapato bien podría haber pertenecido a un hombre de la época». Los cordones  también se preservaron.
Existen grandes similitudes entre la técnica de fabricación y el estilo de los zapatos de una sola pieza de cuero y piel descubiertos en toda Europa y el de la cueva de Areni-1, lo que sugiere que este tipo de calzado se utilizó durante milenios en una región geográfica extensa y ambientalmente diversa.
 Según Pinhasi, el zapato Areni-1 es similar al pampootie irlandés, un estilo de calzado utilizado en las Islas Aran hasta la década de 1950. Los zapatos son muy parecidos a los tradicionales de los Balcanes, que aún hoy se ven en festivales, conocidos como Opanci (Opanke).

## Conservación
El zapato Areni-1 está expuesto en el Museo de Historia de Armenia.